# مطفأة حريق

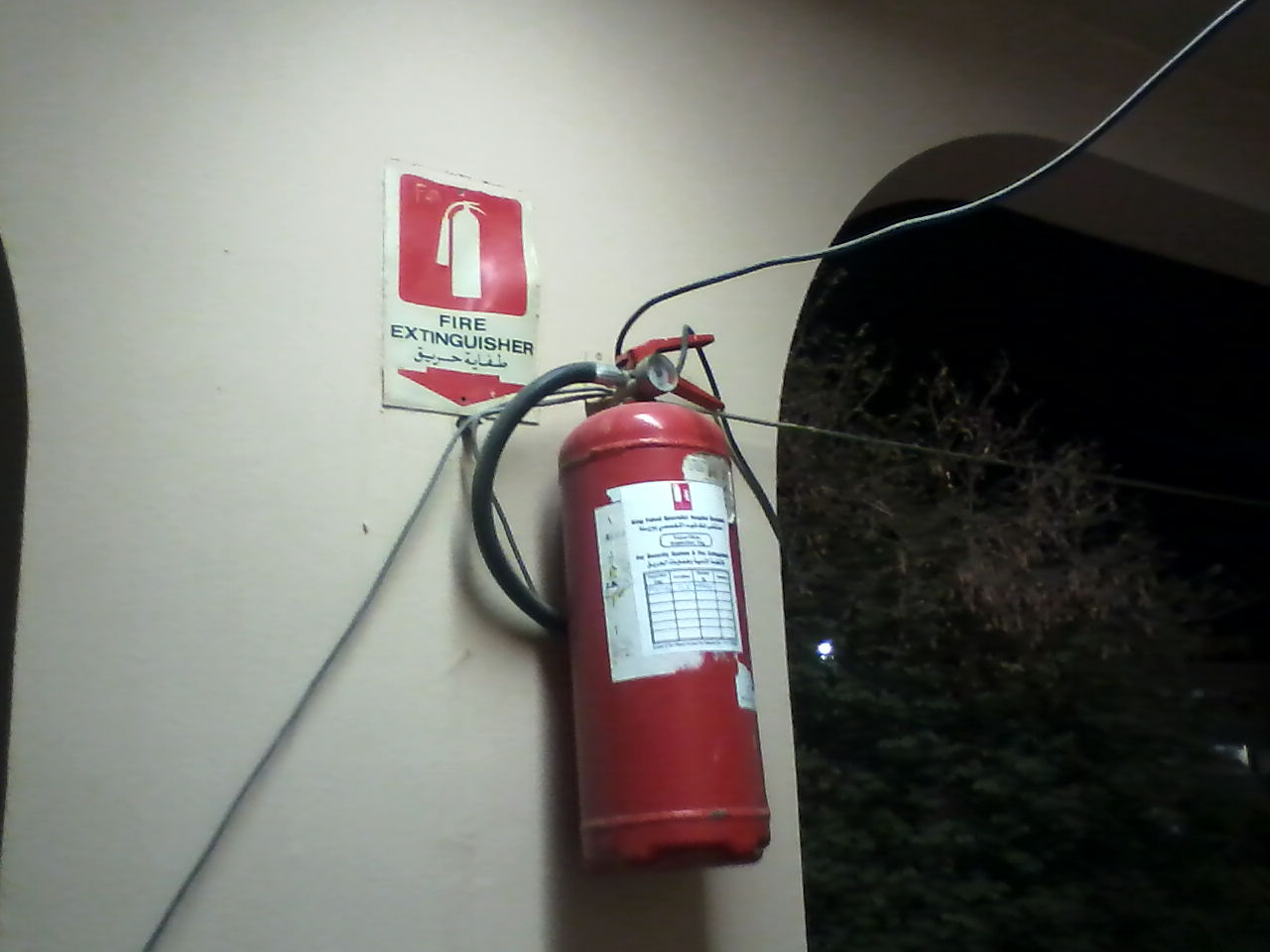

رمز طفاية الحريق

المِطْفَأَةُ أو الطَّفَّايَةُ أو مِطْفَأَةُ الحَرِيقِ أو طَفَّايَةُ الحَرِيقِ أسطوانة معدنية مملوءة بالماء أو بمواد كيميائية تستخدم لإخماد الحرائق. وهذه المطفأة يمكن حملها ومن السهل تشغيلها، وتستخدم بصورة رئيسية في إطفاء الحرائق الصغيرة قبل أن تنتشر ألسنة اللهب. من دواعي الوقاية تعلق تلك المطفآت الحمراء اللون في أماكن واضحة في الغرف والصالات المرغوب حمايتها من الحريق ، حتى يسهل على أي شخص موجود في المكان الإمساك بها واستخدامها سريعا لإطفاء حريق. في الدول الأوروبية يلزم تواجد مطفأة حريق صغيرة في السيارة بغرض مكافحة الحريق إذا نشب في أي مكان في السيارة أو أي جهاز في السيارة.

## انواع مطافى الحريق
هناك العديد من أجهزة إطفاء الحرائق؛ ويتوقف النوع الذي يستخدم على درجة الحريق المراد إخماده. ويقسم خبراء مكافحة الحرائق النيران إلى أربع فئات ـ أ، ب، ج، د ـ معتمدين في ذلك على المادة المشتعلة.
و تشمل الفئة أ- المواد العادية القابلة للاحتراق مثل الأقمشة والأوراق والمطاط أو الخشب. وتشتمل الفئة ب- على الغازات القابلة للالتهاب أو السوائل القابلة للاشتعال مثل زيوت الطعام أو الدهون أو البترول. ويندرج تحت الفئة ج- كل من المحركات أو المفاتيح الكهربائية أو أية أدوات كهربائية أخرى يسري فيه تيار كهربائي. أما الفئة د- فتضم المعادن القابلة للاحتراق مثل رقائق المغنسيوم. وتوضع علامة على معظم أجهزة إطفاء الحرائق توضح الفئة أو الفئات التي يمكن استخدامها فيها.
ومطافئ الحريق أنواع لكل منها استخدام بحسب نوع الحريق أهمها ما يلي:
- طفايات الماء عادة ما يملأ ثلثي الأسطوانة بالماء ويستخدم الهواء العادي كغاز للضغط الداخلي، وتزود بمقياس للضغط.

يستخدم هذا النوع من الطفايات لإخماد الحرائق من النوع (A) ولكنها غير مناسبة بل وخطيرة الاستخدام في مواضع أخرى، فيجب تجنب استخدامها في إخماد الحرائق الناجمة عن الالتماس الكهربائي (B) فالماء موصل جيد للكهرباء.وكذلك في الحرائق التي تسببها السوائل القابلة للاشتعال (C) لأن الماء سوف يزيد من مساحة منطقة الحريق.
- طفايات ثاني أكسيد الكربون... مملوءة بغاز ثاني أكسيد الكربون المضغوط في حالته السائلة

و يعد غاز ثاني أكسيد الكربون غاز ثقيل، فهو أثقل من الأوكسجين ولذلك فهو يهبط بسرعة على المنطقة المحترقة ليعزلها عن الأوكسجين، كما يتمتع ببرودة عالية تساعد على انخفاض درجة الحرارة.
وهي الأنسب لإخماد الحرائق الناجمة عن المواد السائلة القابلة للاشتعال(B) والحرائق الناجمة عن الالتماس الكهربائي(C)
- طفايات مسحوق المواد الكيميائية الجاف... تملأ الأسطوانة بمسحوق بعض المواد الكيميائية ويستخدم غاز النيتروجين لضغط الأسطوانة.وتعمل هذه المواد الكيميائية كغطاء تعزل الحريق عن الأوكسجين المحيط وتكبح عملية الاحتراق وتستخدم لإطفاء حرائق البترول، المعادن (ماغنسيوم - صوديوم- بوتاسيوم) والمواد السريعة الاشتعال (D) .
- طفايات الرغوة (B): تستخدم لإطفاء حرائق الزيوت، البترول، الشحم والأصباغ. وهي مكونة من ماء ومواد عضوية تنتج الرغوة وتعمل مطفأة الرغوة على عزل سطح المادة عن الأوكسجين وتبريدها بالماء. كما يجب الانتباه إلى عدم توجيه الرغوة مباشرة على سطح السائل لان ذلك يجعل الرغاوى تندفع إلى أسفل سطح السائل المشتعل حيث تفقد فعاليتها. بالإضافة إلى احتمال تناثر السائل المشتعل في محيط المكان إلى إنه لا يمكن استخدام المطفأة مع حرائق التجهيزات والأسلاك الكهربائية.
- طفايات الهالوجان ويفضل عدم استخدامها بالرغم من انها جيّدة لجميع أنواع الحرائق لأن الأبخرة الناتجة عنها تكون سامة خاصة في الأماكن المغلقة وتؤثر على طبقة الأوزون لأنها مركبة من الكلور والفلور والبروم.

## أجهزة إطفاء خاصة

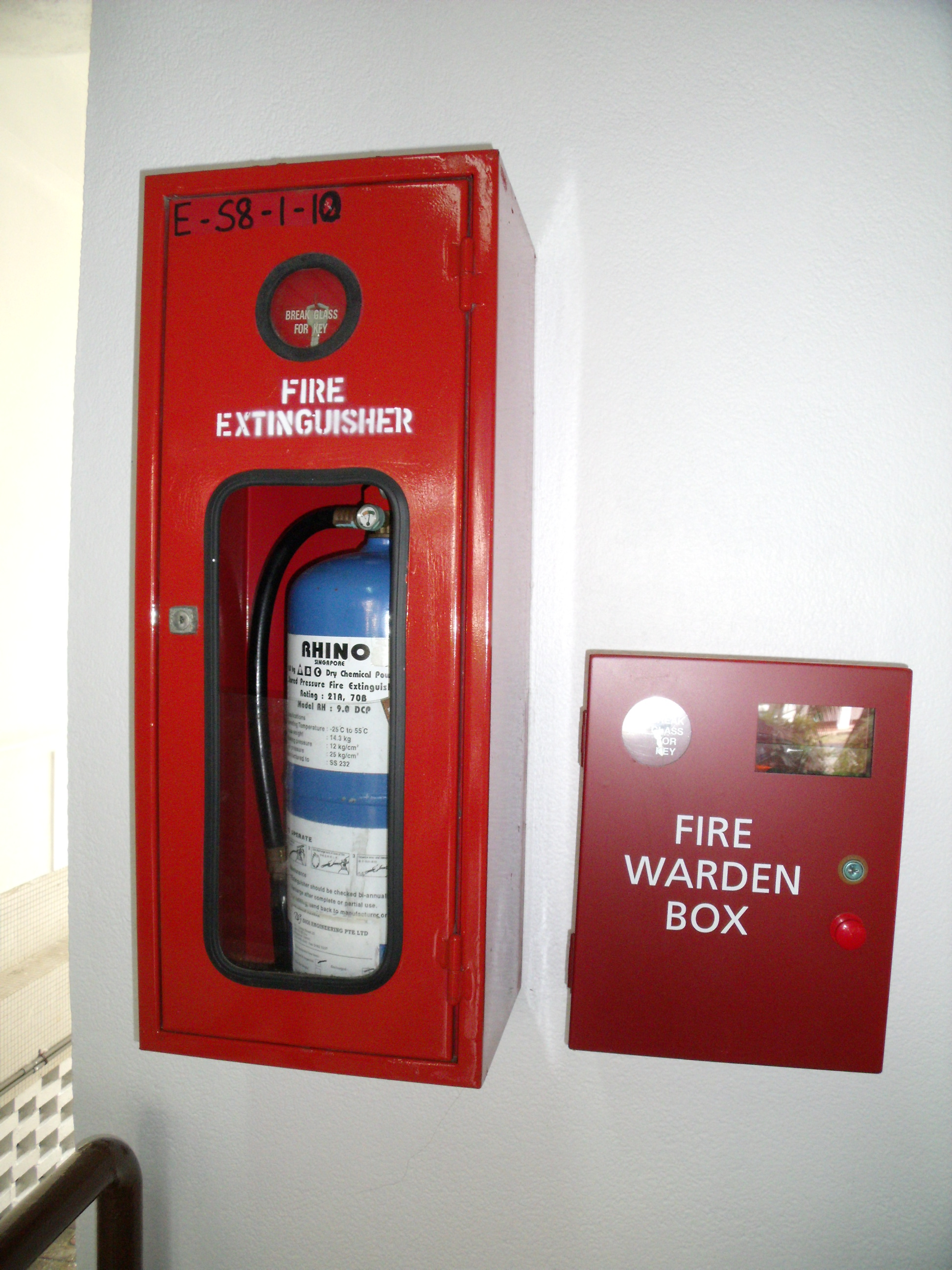
مطفأة حريق داخل مبنى إداري مركبة على الجدار

تحتاج الحرائق التي تندرج تحت الفئة د إلى أجهزة إطفاء خاصة تُصمم لمعادن بعينها، لكن معظم أجهزة الإطفاء الأخرى يمكن تقسيمها ـ في ضوء محتوياتها ـ إلى أربعة أقسام رئيسية:
- مطافئ الحريق المائية.
- مطافئ الحريق الرغوية.
- مطافئ الغاز المسال.
- مطافئ الحريق الكيميائية الجافة.

## طفاية الحريق الكروية
طفاية الحريق الكروية هي مطفأة حريق تتميز بشكلها الكروي كامل الاستدارة،  وتكون شبيهة بالقنبلة اليدوية من ناحية الشكل والآلية،  وغالبًا ما تُستخدَم في المطابخ وتكون بوضعية معلقة أعلى المكان الذي يغلب على الظن اشتعال الحرائق أسفله . وهذا النوع من الطفايات صالح لجميع أنواع الحرائق المختلفة أي أنها من نوع ABC ومعنى هذه الرموز كالتالي :
- A: الحرائق العادية الجافة كحرائق الأثاث والأشجار وغيرها.
- B: الحرائق البترولية والزيوت.
- C: الحرائق الكهربائية الناجمة عن الالتماس الكهربي.

### طريقة عملطفاية الحريق الكروية
تكون طفاية الحريق الكروية معلقة أعلى المكان المشتعل، وعند اندلاع الحرق تؤثر الحرارة البسيطة على غشائها الخارجي فتنفجر وتسقط المادة الموجودة في جوف الطفاية على الحريق فتخمده.